# Sinh vật

Nấm polypore và thực vật có hoa (angiosperm) là các sinh vật đa bào eukaryotes.

Trong sinh học và sinh thái học, sinh vật (organism), dạng sống (lifeform) hay dạng sinh học (biological form) là một thực thể bất kỳ thể hiện đầy đủ (exhibit) các biểu hiện của sự sống. Các sinh vật được phân loại theo đơn vị phân loại thành các nhóm xác định như sinh vật đa bào (multicellular organism), động vật, thực vật và nấm (fungi); hoặc các sinh vật đơn bào (unicellular organism) như sinh vật nguyên sinh (protist), vi khuẩn (bacteria) và vi khuẩn cổ (archaea).

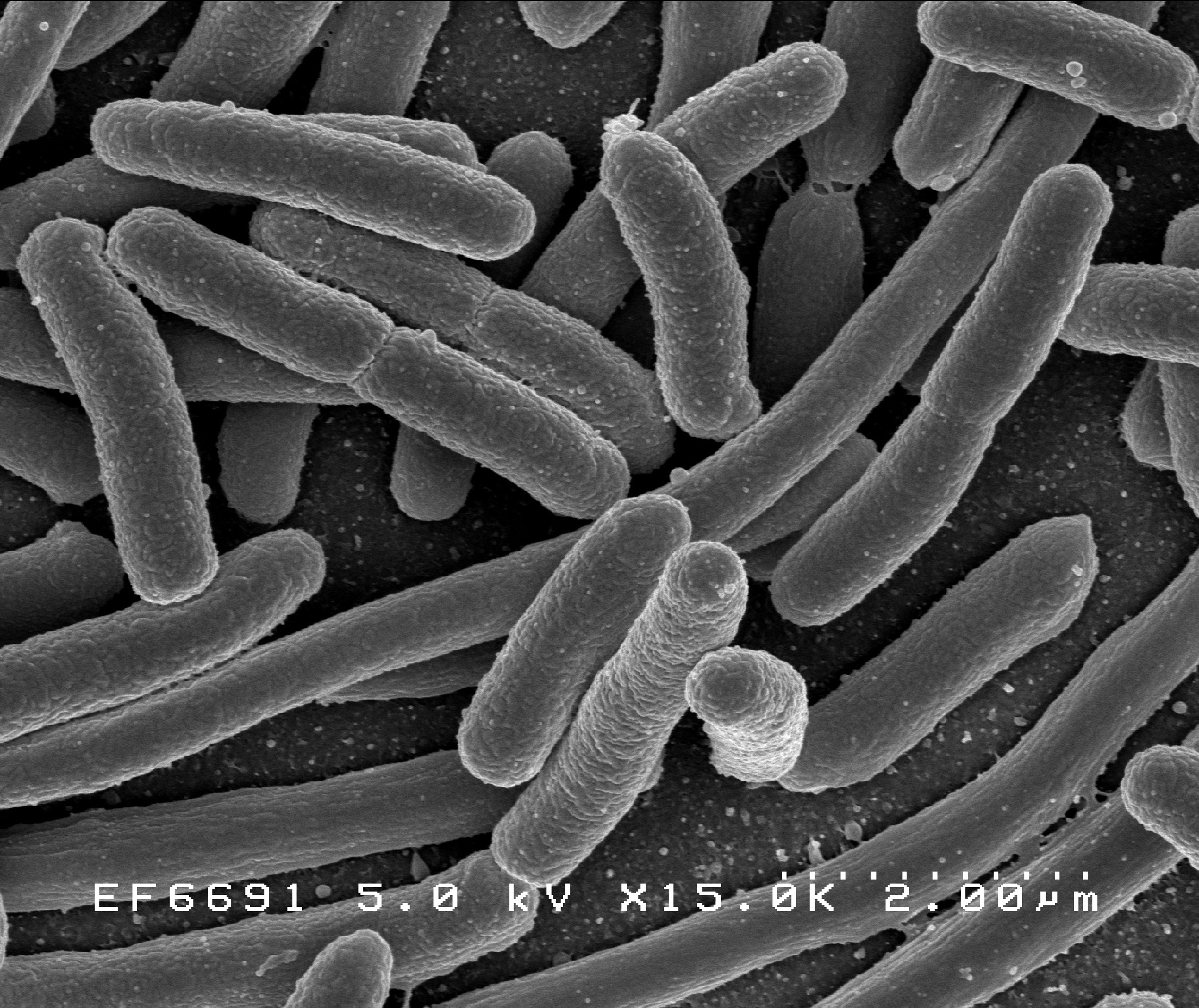
Escherichia coli là một sinh vật đơn bào vi mô, cũng như một prokaryote.

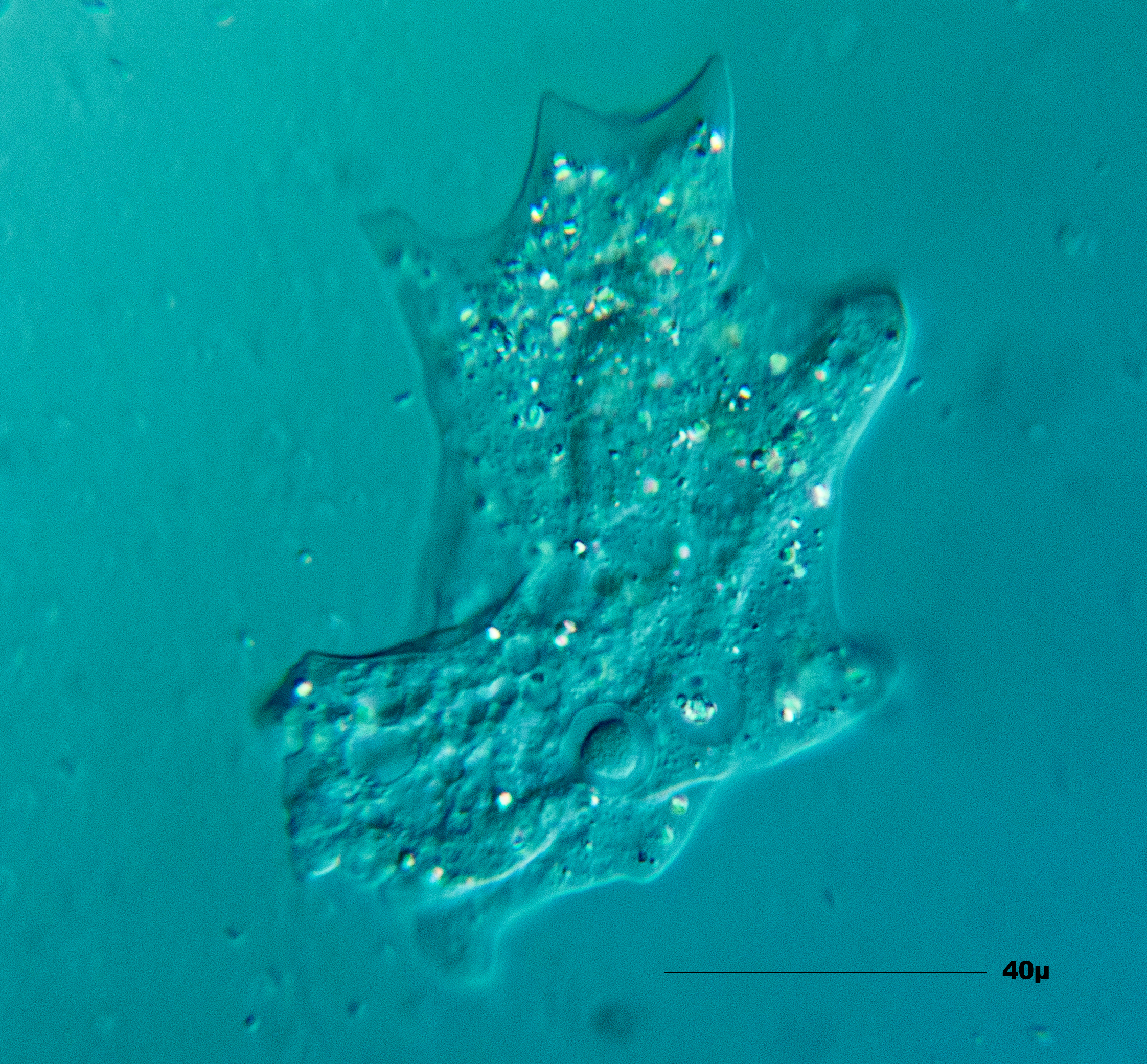
Amip (Amoeba) là các sinh vật đơn bào eukaryote

Tất cả các loại sinh vật đều có khả năng đặc trưng như trao đổi chất (metabolism), cân bằng nội môi (homeostasis), sinh trưởng phát triển (developmental biology), sinh sản (reproduction) và một số mức độ phản ứng (response) đối với các kích thích sinh lý (stimulus) bên ngoài. Tuy nhiên, không phải mọi sinh vật đều mang đầy đủ các đặc trưng trên. Nhiều sinh vật không có khả năng tự chuyển động và phản ứng trực tiếp đối với môi trường hoặc không có khả năng tự sinh sản. Con người là động vật đa bào gồm hàng nghìn tỷ (trillions) tế bào biệt hóa (cellular differentiation) trong quá trình sinh học phát triển thành các mô và cơ quan sinh học chuyên biệt.
Một sinh vật có thể là một sinh vật nhân sơ (prokaryote) hoặc một sinh vật nhân thực (eukaryote). Các sinh vật nhân sơ được đại diện bởi hai vực riêng biệt (trong hệ thống ba vực - Three-domain system) đó là vực vi khuẩn và vực cổ khuẩn. Sinh vật nhân chuẩn được đặc trưng bởi sự hiện diện của nhân tế bào bị ràng buộc gắn với màng tế bào (membrane-bound) và có thêm các ngăn liên kết màng được gọi là các bào quan (organelle) chẳng hạn như ty thể (mitochondria) ở động vật và thực vật hay lạp thể (plastid) trong thực vật và tảo, tất cả thường được coi là có nguồn gốc từ thuyết nội cộng sinh (symbiogenesis, endosymbiotic) vi khuẩn.
Ước tính số lượng loài hiện tại của Trái Đất dao động từ 10 triệu đến 14 triệu, trong đó chỉ có khoảng 1,2 triệu đã được ghi nhận. Hơn 99% tất cả các loài, chiếm hơn 5 tỷ loài, đã từng sống được ước tính là tuyệt chủng. Trong năm 2016, một bộ 355 gen từ tổ tiên chung phổ biến cuối cùng (last universal common ancestor - LUCA) của tất cả các sinh vật đã được xác định.

## Hóa học
Sinh vật là những hệ thống hóa học phức tạp, được tổ chức theo cách thúc đẩy sự sinh sản và một số biện pháp phát triển bền vững hoặc sinh tồn. Các quy luật giống nhau chi phối hóa học sinh vật không sự sống (ví dụ như đá, nước, không khí) cũng áp dụng cho các quá trình hoá học sinh vật có sự sống. Nó là một hiện tượng của toàn thể sinh vật, Nói chung đây là những hiện tượng của toàn bộ sinh vật xác định thể lực của chúng trong một môi trường và do đó khả năng sống sót của các gen dựa trên DNA.
Nguyên tố hóa học cơ bản trong các hợp chất này là cacbon. Các tính chất hóa học của nguyên tố này như mối liên kết với các nguyên tử nhỏ khác, và kích thước nhỏ của nó làm cho nó có thể tạo nhiều liên kết, làm nó là đặc điểm cơ bản của sự sống hữu cơ. Nó có thể tạo thành các hợp chất 3 nguyên tử nhỏ như cacbon dioxide), cũng như các chuỗi lớn hàng ngàn nguyên tử chứa các dữ liệu (axít nucleic), giữ các tế bào cùng nhau, và truyền thông tin (protein).

### Đại phân tử
Các hợp chất cấu tạo nên các sinh vật có thể được chia thành các đại phân tử và các phân tử nhỏ khác. 4 nhóm đại phân tử là axit nucleic, protein, cacbohydrat và lipid. Các axit nucleic (đặc biệt là axit deoxyribonucleic, hay DNA) lưu trữ dữ liệu di truyền ở dạng các chuỗi nucleotide. Các chuỗi nucleotide có bốn loại khác nhau (adenin, cytosi, guanin, và thymin) ra lệnh nhiều đặc điểm tạo thành sinh vật. Chuỗi được chia thành các codon, mỗi codon là một chuỗi đặc biệt của 3 nucleotide và tương ứng với một amino acid đặc biệt. Do đó, chuỗi DNA mã hóa một protein nhất định, do các tính chất hóa học của các amino acid cấu tạo nên nó, quá trình cuộn gập protein theo một cách cụ thể và do đó thực hiện một chức năng cụ thể.
Các chức năng của protein được ghi nhận:
1. Enzyme, xúc tác tất cả các phản ứng của quá trình trao đổi chất
2. Protein cấu trúc, như tubulin, hay collagen
3. Protein điều hòa, như Regulatory proteins, chẳng hạn như các yếu tố phiên mã hoặc cyclins điều hòa chu kỳ tế bào
4. Các phân tử tín hiệu hoặc các thụ thể như một số hormone và các thụ thể của chúng
5. Protein bảo vệ, có thể bao gồm mọi thứ từ kháng thể của hệ miễn dịch, đến toxins (như dendrotoxin của rắn), đến protein bao gồm các amino acid bất thường như canavanin

Một lớp phospholipid kép tạo thành màng tế bào cấu tạo nên một rào chắn, chứa mọi thứ bên trong tế bào và bảo vệ các hợp chất di chuyển tự do vào và ra khỏi tế bào. Do sự thấm chọn lọc (selective permeability) của màng phospholipid chỉ cho phép một số phân tử  cụ thể mới có thể đi qua nó. Ở một số sinh vật đa bào, chúng có vai trò lưu trữ năng lượng và thông tin trung gian giữa các tế bào. Cacbohydrat thì dễ vỡ hơn so với các lipid và sinh nhiều năng lượng hơn so với các lipid và protein. Trong thực tế, các cacbohydrat là một nguồn năng lượng lớn cho tất cả sinh vật sống.

## Cấu trúc
Tất cả các sinh vật cấu tạo bởi các đơn vị monomer được gọi là tế bào; một số chỉ có một tế bào (đơn bào) và số khác có nhiều tế bào (đa bào). Các sinh vật đa bào có thể biệt hóa các tế bào để thực hiện các chức năng khác nhau. Một nhóm các tế bào như thế gọi là mô, và ở động vật có 4 nhóm gồm biểu mô, mô thần kinh, mô cơ, và mô liên kết. Nhiều kiểu mô hoạt động cùng nhau hình thành cơ quan có các chức năng riêng biệt (như bơm máu từ tim, hoặc bảo vệ tác hại từ môi trường như da). Cấu trúc này tiếp tục ở cấp độ cao hơn với nhiều cơ quan tập hợp thành hệ cơ quan cho phép động vật sinh sản, tiêu hóa,.... Nhiều sinh vật đa bào có nhiều hệ cơ quan, phối hợp với nhau cho phép sự sống tồn tại.

### Tế bào
Thuyết tế bào được phát triển đầu tiên năm 1839 bởi Schleiden và Schwann, chỉ ra rằng tất cả sinh vật được cấu tạo bởi một hoặc nhiều tế bào; tất cả các chức năng quan trọng của một sinh vật xảy ra bên trong các tế bào, và các tế bào chứa các thông tin di truyền cần thiết cho việc quy định chức năng tế bào và để truyền thông tin cho các thế hệ tiếp theo của các tế bào.
Có hai loại tế bào gồm nhân chuẩn và nhân sơ. Các tế bào nhân sơ thường tồn tại riêng biệt, trong khi các tế bào nhân chuẩn thường được tìm thấy ở sinh vật đa bào. Các tế bào nhân sơ thiếu màng nhân vì vậy DNA không bị ràng buộc bên trong tế bào; tế bào nhân chuẩn có màng nhân.
Tất cả tế bào có màng tế bào bao bọc bên ngoài, tách biệt thành phần bên trong với môi trường của nó, quy định những gì đi vào và ra, và duy trì điện thế của tế bào. Bên trong màng, tế bào chất chứa muối chiếm hầu hết thể tích tế bào. Tất cả tế bào đều có DNA, vật liệu di truyền của gen, và RNA, chứa thông tin cần thiết để tạo thành nhiều loại protein khác nhau như enzyme, bộ máy nguyên thủy của tế bào. Cũng có những loại phân tử sinh học khác trong tế bào.
Tất cả các tế bào có chung nhiều đặc điểm:
- Sinh sản bằng cách phân bào.
- Sử dụng enzyme và các protein khác được mã hóa bởi các gen DNA và thông qua mRNA trung gian và các ribosome.
- Trao đổi chất bao gồm cả việc lấy vật liệu thô để tạo nên các thành phần của tế bào, chuyển hóa năng lượng, giải phóng các sản phẩm phụ. Chức năng của tế bào phụ thuộc vào khả năng lấy và sử dụng năng lượng hóa học được chứa trong các phân tử hữu cơ. Năng lượng này có nguồn gốc từ quá trình trao đổi chất.
- Phản ứng lại các kích thích bên ngoài và bên trong như thay đổi nhiệt độ, pH, hoặc hàm lượng dinh dưỡng.
- Các thành phần tế bào được chứa bên trong màng bề mặt tế bào, màng này chứa các protein và lớp lipid kép.

## Tiến hóa

### Tổ tiên chung gần nhất
Tổ tiên chung gần nhất là những sinh vật gần đây nhất hiện sống trên Trái Đất có cùng tổ tiên. LUCA được ước tính xuất hiện vào khoảng 3,5 đến 3,8 tỉ năm trước (đôi khi trong Đại Cổ Thái cổ).
Thông tin về sự phát triển trước đây của sự sống bao gồm nhiều lĩnh vực khác nhau, kể cả địa chất học và khoa học hành tinh. Các ngành khoa học này cung cấp thông tin về lịch sử của Trái Đất và những thay đổi được tạo ra bởi sự sống. Tuy nhiên, việc tiếp cận những thông tin về Trái Đất trước đây đã bị phá hủy bởi các quá trình địa chất qua nhiều giai đoạn khác nhau.
Trong sinh học, học thuyết vũ trụ có chung nguồn gốc đề xuất rằng tất cả sinh vật trên Trái Đất đều xuất phát từ tổ tiên chung. Bằng chứng về tổ tiên chung có thể được tìm thấy trong những đặc điểm chung giữa tất cả các sinh vật sống. Trong thời kỳ Darwin, bằng chứng về những đặc điểm chung chỉ dưa trên quan sát tương đồng về hình thái, chẳng hạn như tất cả các loài chim đều có cánh, thậm chí không thể bay.
Ngày nay, có bằng chứng mạnh mẽ từ gen cho thấy rằng tất cả sinh vật có cùng một tổ tiên. Ví dụ như mỗi tế bào sinh vật sống sử dụng các axit nucleic là vật liệu di truyền của nó, và sử dụng cùng 20 aminoaxit khi tạo thành các khối protein. Tất cả sinh vật dùng chung mã di truyền để phiên dịch chuỗi axit nucleic vào trong các protein. Tính phổ quát của những đặc điểm này cho thấy tổ tiên chung mạnh mẽ, bởi vì sự chọn lọc của rất nhiều những đặc điểm này có vẻ như tùy ý.
Tranh cãi về nguồn gốc tổ tiên chung được thúc đẩy trong một bài bào của Ford Doolittle năm 2000 bài báo này thảo luận những biến đổi trong mã di truyền. Đặc biệt nó đề xuất rằng sự chuyển gen ngang có thể tạo ra vấn đề trong việc phân tích về nguồn gốc tổ tiên này. Tuy nhiên, năm 2010, một thử nghiệm toán học chính thức về giả thiết xác định chuyển gen ngang không thể bác bỏ sự tồn tại của một tổ tiên chung; nó chỉ đẩy lùi ngày khi mà tổ tiên này bắt đầu xuất hiện. Theobald (2010) đã tính toán từ dữ liệu di truyền (và đặc biệt là việc sử dụng phổ quát của cùng mã di truyền, cùng một nucleotide và các amino acid giống nhau), yếu tố có lợi cho sự tồn tại tổ tiên chung là 10^2489.

### Chuyển gen ngang
Tổ tiên của các sinh vật sống được xây dựng lại theo phương pháp truyền thống từ hình thái, nhưng ngày càng được bổ sung tái cấu trúc-phát sinh loài của bằng cách trao đổi các gen (DNA).
Nhà sinh học Gogarten cho rằng: "Ẩn dụ ban đầu của cây phát sinh sự sống không còn phù hợp với dữ liệu nghiên cứu bộ gen gần đây", mặc dù "các nhà sinh học (nên) sử dụng sự kết hợp "ẩn dụ" (metaphor) sinh học để miêu tả những lịch sử khác nhau được kết hợp trong các bộ gen riêng biệt và sử dụng mạng lưới metaphor để hình dung sự trao đổi phong phú và những hiệu quả liên kết của chuyển gen ngang trong vi sinh vật."

### Tương lai của sự sống
Theo các thuật ngữ hiện đại, nhóm sinh vật nhân bản đề cập đến việc tạo ra các sinh vật đa bào mới giống hệt về mặt di truyền với sinh vật khác. Tuy nhiên, những công nghệ được sử dụng để nhân bản có khả năng tạo ra những loài mới hoàn toàn. Nhân bản sinh vật là chủ đề của nhiều tranh cãi về yếu tố đạo đức.
Năm 2008, Viện J. Craig Venter đã lắp ráp một hệ gen bi khuẩn tổng hợp của Mycoplasma genitalium bằng cách sử dụng sự tái tổ hợp trong men của 25 mảnh DNA chồng lắp trong một bước cơ bản. Việc sử dụng tái tổ hợp men đã đơn giản hóa việc lắp ráp các phân tử DNA lớn từ các mảnh tổng hợp và tự nhiên.

## Tổ chức sinh học
Các cấp độ tổ chức sinh học
- Nguyên tử
  - Phân tử
    - Đại phân tử
      - Bào quan
        - Tế bào
          - Mô
            - Cơ quan
              - Hệ cơ quan
                - Cơ thể (sinh vật)

Các cấp độ tổ chức trên cá thể
- Quần thể
  - Quần xã
    - Hệ sinh thái
      - Sinh quyển

## Phân loại học
Xem thêm nữa
- Phân loại khoa học
- Danh pháp phân loại
- Loài

## Virus
Virus không được coi là những sinh vật điển hình vì chúng không có khả năng tự sinh sản và trao đổi chất. Điều này cũng gây tranh cãi khi một số "vật ký sinh" và "nội cộng sinh" cũng không có khả năng sống độc lập. Dù rằng virus cũng có một số enzyme và phân tử đặc trưng của các sinh vật sống, nhưng chúng không có khả năng sống bên ngoài tế bào của vật chủ. Virus phải sử dụng bộ máy trao đổi chất và bộ máy di truyền của sinh vật chủ. Nguồn gốc của virus hiện nay vẫn chưa được khẳng định. Một số nhà khoa học cho rằng, virus có nguồn gốc từ chính các vật chủ của nó.

## Tuổi thọ
Một trong những thông số cơ bản của sinh vật là tuổi thọ. Một vài loài động vật chỉ sống trong 1 ngày, trong khi một vài loài thực vật lại sống hàng ngàn năm. Quá trình lão hóa là một quá trình quan trọng vì nó quyết định tuổi thọ của mọi sinh vật, vi khuẩn, virus thậm chí là các prion.